# Mariana Aquino
Mariana Thomaz de Aquino (Curitiba, 2 de maio de 1991) é uma voleibolista indoor brasileira, atuante na posição de central , que serviu a seleção brasileira nas categorias de base e foi a primeira brasileira a conquistar o título do Campeonato Universitário dos Estados Unidos e neste país também competiu no vôlei de praia.Em clubes conquistou a medalha de prata na Liga dos Campeões da Europa de 2018 na Romênia.

## Carreira
O início no voleibol ocorreu no Paraná Clube, de 2004 a 2005, conquistando os títulos da Taça Paraná Infantojuvenil em 2004  e na categoria Infantil de 2005; na temporada de 2005 conquistou ainda o título da Copa Minas Tênis Clube Infantojuvenil e na edição de 2006 destacou-se sendo eleita a melhor central da edição.
Na sequência passou atuar pelo Círculo Militar/Dom Bosco em 2006, esteve presente nas categorias de base da Seleção Brasileira de 2006 a 2008.
Pela Seleção Paranaense disputou em 2006 a edição do Campeonato Brasileiro de Seleções Estaduais, categoria infantojuvenil, divisão especial, este realizado na cidade de Barbacena, Pará, ocasião que conquistou a medalha de bronze, e a representou em 2007 quando atuava pelo Colégio Positivo, na edição do Campeonato Brasileiro de Seleções Estaduais, divisão especial, de novo na mesma categoria, sediado em Guaratuba, Paraná, conquistando mais um bronze e também representando-a no mesmo ano e campeonato na categoria juvenil, divisão especial, ocorrido na cidade de Brusque, quando finalizou na quinta posição e a representou também em 2008 na mesma categoria, divisão e campeonato, finalizando na sexta colocação.
Em 2008 atuava pelo Colégio Pitágoras de Cidade Jardim disputou a edição das Olimpíadas Estudantis, sediadas em Poços de Caldas, divisão especial, conquistando o vice-campeonato.
Ainda na temporada 2008-09  passou a integrar as categorias de base do Minas Tênis Clube conquistando o título do Campeonato Mineiro Juvenil de 2008 conquistou o vice-campeonato na edição do Campeonato Mineiro Infantojuvenil de 2009 e o mesmo resultado na edição do Campeonato Metropolitano Assessoria Regional 6 (AR6) de 2009, mais tarde convocada para compor a Seleção Paranaense na edição do Campeonato Brasileiro de Seleções Estaduais neste mesmo ano, categoria juvenil, realizado em Maceió quando finalizou na nona posição.
Foi residir a partir de 2010 nos Estados Unidos, e ingressou  na UCLA, onde também passou a representar a equipe UCLA/Bruins terminando como a segunda melhor bloqueadora do time e o quarto lugar na Conferência Pacífico-10, eliminado nas quartas de final  da fase regional no Campeonato Universitário da Divisão I do National Collegiate Athletic Association (NCAA)  novamente uma temporada com bom desempenho sendo a melhor bloqueadora do time e  nona em percentual de acertos na Conferência Pacício-12.
Na temporada seguinte alcança a segunda posição na Conferência Pacífico-10 e disputou a edição da Divisão I do NCAA  de 2011  alcançou o título da fase nacional final em Lexington.
Conquistando o título nacional na fase final realizada em San Antonio, que desde 1991 o time não obtinha, este foi um feito inédito porque passou a ser a primeira jogadora brasileira a conquistar, mas não repetiu o mesmo feito na edição de 2012 parando na quartas de final da fase regional da Califórnia, em 2013 na estreia da UCLA na modalidade de vôlei de praia formou dupla com Phelix Fincher.
Voltou a competir como professional pelo clube turco do SK Istanbul disputou a Liga A2 Turca de 2015-16 e foi a melhor bloqueadora da competição. Transferiu-se para o voleibol francês na jornada 2016-17, quando atuou pelo RC Cannes na Liga A Francesa registrando 129 pontos de ataques, 29 de bloqueios e 23 de saques, sendo o time eliminado nas semifinais. Em 2017 atuou por pela PM de Cascavél e disputou pela primeira vez a edição da Liga dos Campeões da Europa de 2016-17 terminando na décima sétima colocação
Na temporada 2017-18 foi contratada pelo clube romeno do CSM Volei Alba-Blaj.
Sagrando-se vice-campeã na Liga A1 Romena correspondente, mesmo feito obtido na Copa da Romênia e foi finalista da edição da Liga dos Campeões da Europa de 2017-18 conquistando a medalha de prata.

## Títulos e resultados
- Campeonato Nacional Universitário NCAA:2011[3]
- Campeonato Romeno:2017-18[25]
- Copa da Romênia:2018[26]
- Olimpíadas Escolares:2008[9]
- Campeonato Mineiro Juvenil:2008[1]
- Campeonato Mineiro Infantojuvenil:2009[10]
- Campeonato Metropolitano Infantojuvenil:2009[10]
- Campeonato Brasileiro de Seleções Infantojuvenil (Divisão Especial):2006[4] e 2007[5]
- Copa Minas Tênis Clube  Infantojuvenil:2005[1]
- Taça Paraná  Infantojuvenil:2004[2]
- Taça Paraná  Infantil:2005[2]

## Premiações individuais
- Melhor Bloqueadora do Campeonato Turco Segunda Divisão de 2015-16[19]
- Melhor Bloqueadora da Copa Minas Tênis Clube  Infantojuvenil[1]